# Liga dos Campeões da UEFA de 1995–96
A Liga dos Campeões da UEFA de 1995–96 foi a 41ª edição da história da competição e o quarto com o formato Liga dos Campeões da UEFA.

## Fase de qualificação
| Equipe 1        | Total   | Equipe 2             | 1.º jogo | 2.º jogo |
| --------------- | ------- | -------------------- | -------- | -------- |
| Casino Salzburg | 0–1     | Estrela de Bucareste | 0–0      | 0–1      |
| Grasshopper     | 2–1     | Maccabi Tel Aviv     | 1–1      | 1–0      |
| Rangers         | 1–0     | Anorthosis Famagusta | 1–0      | 0–0      |
| Legia Warsaw    | 3–1     | IFK Göteborg         | 1–0      | 2–1      |
| Dínamo de Kiev  | 4–1     | Aalborg BK           | 1–0      | 3–1      |
| Rosenborg       | 4–3     | Beşiktaş             | 3–0      | 1–3      |
| Anderlecht      | 1–2     | Ferencváros          | 0–1      | 1–1      |
| Panathinaikos   | (fc)1–1 | Hajduk Split         | 0–0      | 1–1      |

| 9 de agosto de 1995 | Anderlecht | 0 – 1 | Ferencváros | Constant Vanden Stock Stadium, Bruxelas |
|                     |            |       | Kuntic 58'  | Público: 15,000 Árbitro: Hellmut Krug   |

| 23 de agosto de 1995 | Ferencváros   | 1 – 1 | Anderlecht   | Üllői út, Budapeste                     |
|                      | Kopunovic 50' |       | De Bilde 65' | Público: 18,000 Árbitro: Leslie Mottram |

## Fase de grupos

### Grupo A
| Equipe         | J | V | E | D | GP | GC | SG | Pts |
| -------------- | - | - | - | - | -- | -- | -- | --- |
| Panathinaikos  | 6 | 3 | 2 | 1 | 7  | 3  | +4 | 11  |
| Nantes         | 6 | 2 | 3 | 1 | 8  | 6  | +2 | 9   |
| Porto          | 6 | 1 | 4 | 1 | 6  | 5  | +1 | 7   |
| Dinamo de Kiev | 6 | 1 | 1 | 4 | 5  | 12 | −7 | 4   |

| 1ª rodada      |     |               |
| Nantes         | 0–0 | Porto         |
| Dinamo de Kiev | 2–1 | Panathinaikos |
| 2ª rodada      |     |               |

| 27 de setembro de 1995 | Panathinaikos                     | 3 – 1 | Nantes      |                 |
|                        | Georgiadis 17' · Warzycha 30' 46' |       | N'Doram 88' | Público: 65,000 |

| 27 de setembro de 1995 | Porto              | 2 – 0 | Dinamo de Kiev | Estádio das Antas, Porto |
|                        | Rui Barros 41' 62' |       |                | Público: 25,000          |

|                |     |                |  | 3ª rodada |
| Porto          | 0–1 | Panathinaikos  |  |           |
| Nantes         | 3–1 | Dinamo de Kiev |  |           |
| 4ª rodada      |     |                |  |           |
| Panathinaikos  | 0–0 | Porto          |  |           |
| Dinamo de Kiev | 0–2 | Nantes         |  |           |
| 5ª rodada      |     |                |  |           |
| Porto          | 2–2 | Nantes         |  |           |
| Panathinaikos  | 2–0 | Aalborg        |  |           |
| 6ª rodada      |     |                |  |           |
| Nantes         | 0–0 | Panathinaikos  |  |           |
| Dinamo de Kiev | 2–2 | Porto          |  |           |

### Grupo B
| Equipe           | J | V | E | D | GP | GC | SG  | Pts |
| ---------------- | - | - | - | - | -- | -- | --- | --- |
| Spartak Moscou   | 6 | 6 | 0 | 0 | 15 | 4  | +11 | 18  |
| Legia Warsaw     | 6 | 2 | 1 | 3 | 5  | 8  | −3  | 7   |
| Rosenborg        | 6 | 2 | 0 | 4 | 11 | 16 | −5  | 6   |
| Blackburn Rovers | 6 | 1 | 1 | 4 | 5  | 8  | −3  | 4   |

| 1ª rodada        |     |                |
| Legia Warsaw     | 3–1 | Rosenborg      |
| Blackburn Rovers | 0–1 | Spartak Moscou |
| 2ª rodada        |     |                |

| 27 de setembro de 1995 | Spartak Moscou                   | 2 – 1 | Legia Warsaw |                        |
|                        | Nikiforov 13' (pen.) · Yuran 52' |       | Jozwiak 82'  | Árbitro: László Vágner |

| 27 de setembro de 1995 | Rosenborg                           | 2 – 1 | Blackburn Rovers |                       |
|                        | Løken 29' · Jakobsen · Stensaas 85' |       | Newell 62'       | Árbitro: Günter Benkö |

| 3ª rodada        |     |                  |
| Legia Warsaw     | 1–0 | Blackburn Rovers |
| Rosenborg        | 2–4 | Spartak Moscou   |
| 4ª rodada        |     |                  |
| Blackburn Rovers | 0–0 | Legia Warsaw     |
| Spartak Moscou   | 4–1 | Rosenborg        |
| 5ª rodada        |     |                  |
| Rosenborg        | 4–0 | Legia Warsaw     |
| Spartak Moscou   | 3–0 | Blackburn Rovers |
| 6ª rodada        |     |                  |
| Legia Warsaw     | 0–1 | Spartak Moscou   |
| Blackburn Rovers | 4–1 | Rosenborg        |

### Grupo C
| Equipe               | J | V | E | D | GP | GC | SG  | Pts |
| -------------------- | - | - | - | - | -- | -- | --- | --- |
| Juventus             | 6 | 4 | 1 | 1 | 15 | 4  | +11 | 13  |
| Borussia Dortmund    | 6 | 2 | 3 | 1 | 8  | 8  | 0   | 9   |
| Estrela de Bucareste | 6 | 1 | 3 | 2 | 2  | 5  | −3  | 6   |
| Rangers              | 6 | 0 | 3 | 3 | 6  | 14 | −8  | 3   |

| 13 de setembro de 1995 | Estrela de Bucareste | 1 – 0 | Rangers |  |
|                        |                      |       |         |  |

| 13 de setembro de 1995 | Borussia Dortmund | 1 – 3 | Juventus |  |
|                        |                   |       |          |  |

| 27 de setembro de 1995 | Juventus                                     | 3 – 0 | Estrela de Bucareste |  |
|                        | Di Livio 34' · Del Piero 39' · Ravanelli 49' |       |                      |  |

| 27 de setembro de 1995 | Rangers                  | 2 – 2 | Borussia Dortmund       | Ibrox Stadium, Glasgow |
|                        | Gough 63' · Ferguson 73' |       | Herrlich 19' · Kree 69' |                        |

| 18 de outubro de 1995 | Borussia Dortmund | 1 – 0 | Estrela de Bucareste |  |
|                       |                   |       |                      |  |

| 18 de outubro de 1995 | Juventus | 4 – 1 | Rangers |  |
|                       |          |       |         |  |

| 1 de novembro de 1995 | Estrela de Bucareste | 0 – 0 | Borussia Dortmund |  |
|                       |                      |       |                   |  |

| 1 de novembro de 1995 | Juventus | 4 – 0 | Rangers |  |
|                       |          |       |         |  |

| 22 de novembro de 1995 | Rangers | 1 – 1 | Estrela de Bucareste |  |
|                        |         |       |                      |  |

| 22 de novembro de 1995 | Juventus | 1 – 2 | Borussia Dortmund |  |
|                        |          |       |                   |  |

| 6 de dezembro de 1995 | Estrela de Bucareste | 0 – 0 | Juventus |  |
|                       |                      |       |          |  |

| 6 de dezembro de 1995 | Borussia Dortmund | 2–2 | Rangers |  |
|                       |                   |     |         |  |

### Grupo D
| Equipes     | J | V | E | D | GP | GC | SG  | Pts |
| ----------- | - | - | - | - | -- | -- | --- | --- |
| Ajax        | 6 | 5 | 1 | 0 | 15 | 1  | +14 | 16  |
| Real Madrid | 6 | 3 | 1 | 2 | 11 | 5  | +6  | 10  |
| Ferencváros | 6 | 1 | 2 | 3 | 9  | 19 | −10 | 5   |
| Grasshopper | 6 | 0 | 2 | 4 | 3  | 13 | −10 | 2   |

| 1ª rodada   |     |             |
| Ajax        | 1–0 | Real Madrid |
| Grasshopper | 0–3 | Ferencváros |
| 2ª rodada   |     |             |
| Ferencváros | 1–5 | Ajax        |
| Real Madrid | 2–0 | Grasshopper |
| 3ª rodada   |     |             |
| Ajax        | 3–0 | Grasshopper |
| Real Madrid | 6–1 | Ferencváros |
| 4ª rodada   |     |             |
| Grasshopper | 0–0 | Ajax        |
| Ferencváros | 1–1 | Real Madrid |
| 5ª rodada   |     |             |
| Real Madrid | 0–2 | Ajax        |
| Ferencváros | 3–3 | Grasshopper |
| 6ª rodada   |     |             |
| Ajax        | 4–0 | Ferencváros |
| Grasshopper | 0–2 | Real Madrid |

## Fase final

### Esquema
|  | Quartas de final | Quartas de final  | Quartas de final | Quartas de final | Quartas de final |   |               | Semifinal | Semifinal | Semifinal | Semifinal | Semifinal |  |  | Final  | Final    | Final | Final | Final |
|  |                  |                   |                  |                  |                  |   |               |           |           |           |           |           |  |  |        |          |       |       |       |
|  | Espanha          | Real Madrid       | 1                | 0                | 1                |   |               |           |           |           |           |           |  |  |        |          |       |       |       |
|  | Itália           | Juventus          | 0                | 2                | 2                |   |               |           |           |           |           |           |  |  |        |          |       |       |       |
|  | Itália           | Juventus          | 0                | 2                | 2                |   | Itália        | Juventus  | 2         | 2         | 4         |           |  |  |        |          |       |       |       |
|  |                  |                   |                  |                  |                  |   | Itália        | Juventus  | 2         | 2         | 4         |           |  |  |        |          |       |       |       |
|  |                  | França            | Nantes           | 0                | 3                | 3 |               |           |           |           |           |           |  |  |        |          |       |       |       |
|  | França           | França            | Nantes           | 0                | 3                | 3 | Nantes        | 2         | 2         | 4         |           |           |  |  |        |          |       |       |       |
|  | França           |                   |                  |                  |                  |   | Nantes        | 2         | 2         | 4         |           |           |  |  |        |          |       |       |       |
|  | Rússia           | Spartak Moscou    | 0                | 2                | 2                |   |               |           |           |           |           |           |  |  |        |          |       |       |       |
|  |                  |                   |                  |                  |                  |   |               |           |           |           |           |           |  |  | Itália | Juventus | -     | 1     | 1 (4) |
|  |                  |                   | Países Baixos    | Ajax             | -                | 1 | 1 (2)         |           |           |           |           |           |  |  |        |          |       |       |       |
|  | Alemanha         | Borussia Dortmund | 0                | 0                | 0                |   |               |           |           |           |           |           |  |  |        |          |       |       |       |
|  | Países Baixos    | Ajax              | 2                | 1                | 3                |   |               |           |           |           |           |           |  |  |        |          |       |       |       |
|  | Países Baixos    | Ajax              | 2                | 1                | 3                |   | Países Baixos | Ajax      | 0         | 3         | 3         |           |  |  |        |          |       |       |       |
|  |                  |                   |                  |                  |                  |   | Países Baixos | Ajax      | 0         | 3         | 3         |           |  |  |        |          |       |       |       |
|  |                  | Grécia            | Panathinaikos    | 1                | 0                | 1 |               |           |           |           |           |           |  |  |        |          |       |       |       |
|  | Polónia          | Grécia            | Panathinaikos    | 1                | 0                | 1 | Legia Warsaw  | 0         | 0         | 0         |           |           |  |  |        |          |       |       |       |
|  | Polónia          |                   |                  |                  |                  |   | Legia Warsaw  | 0         | 0         | 0         |           |           |  |  |        |          |       |       |       |
|  | Grécia           | Panathinaikos     | 0                | 3                | 3                |   |               |           |           |           |           |           |  |  |        |          |       |       |       |

### Quartas de final
| Equipe 1          | Total | Equipe 2       | 1.º jogo | 2.º jogo |
| ----------------- | ----- | -------------- | -------- | -------- |
| Real Madrid       | 1–2   | Juventus       | 1–0      | 0–2      |
| Nantes            | 4–2   | Spartak Moscou | 2–0      | 2–2      |
| Borussia Dortmund | 0–3   | Ajax           | 0–2      | 0–1      |
| Legia Warsaw      | 0–3   | Panathinaikos  | 0–0      | 0–3      |

### Semifinal
| Equipe 1 | Total | Equipe 2      | 1.º jogo | 2.º jogo |
| -------- | ----- | ------------- | -------- | -------- |
| Juventus | 4–3   | Nantes        | 2–0      | 2–3      |
| Ajax     | 3–1   | Panathinaikos | 0–1      | 3–0      |

### Final
| 22 de maio de 1996 | Ajax         | 1 – 1 | Juventus      | Estádio Olímpico de Roma, Roma                |
| 20:30              | Litmanen 41' |       | Ravanelli 12' | Público: 67 000 Árbitro: ESP Manuel Díaz Vega |

|                                 |       | Penalidades                       |  |
| Davids Litmanen Scholten Silooy | 2 – 4 | Ferrara Pessotto Padovano Jugović |  |

## Premiação
| Liga dos Campeões da UEFA de 1995-96 |
| Itália                               |
| ------------------------------------ |
| Juventus (2º título)                 |